# WWE Tough Enough
WWE Tough Enough is een professioneel worstelrealitysoap geproduceerd door World Wrestling Entertainment (WWE). Een programma waarin deelnemers strijden in worsteltrainingen en wedstrijden om uiteindelijk een WWE contract in het professioneel worstelen te winnen. In de eerste 3 seizoenen waren er steeds twee winnaars, dit werd uitgezonden op MTV. in het vierde seizoen was er slechts 1 winnaar. In oktober 2010 werd er aangekondigd door USA Network dat het programma Tough Enough, na zes jaar afwezigheid terug zou keren en na WWE Raw zou worden uitgezonden. De eerste aflevering van het terugkerende Tough Enough programma werd uitgezonden op 4 april 2011, een dag na WrestleMania XXVII.
Op 15 januari 2015, werd aangekondigd dat de WWE samen met USA Network een nieuw 6e seizoen gaat produceren. Op 7 april 2015 werd aangekondigd dat de show uitgezonden zal worden op 23 juni 2015. Chris Jericho zal de show gaat presenteren, met Hulk Hogan afl 1-5 (werd door WWE ontslagen per 24 juli 2015), The Miz nam dit vanaf afl. 6 over, Daniel Bryan en Paige als juryleden. Billy Gunn, Booker T en Lita zullen de deelnemers gaan trainen & coachen. Er zullen weer 2 winnaars zijn 1 man en 1 vrouw zij ontvangen beide $250,000 en een professioneel worstel contract bij de WWE.

## Tough Enough
Maven Huffman en Nidia Guenard wonnen het eerste seizoen van Tough Enough en kregen een WWE contract. Nidia werd op 3 november 2004 ontslagen door de WWE, een half jaar later op 5 juli 2005 werd ook Maven ontslagen.

### Trainers
- Al Snow
- Jacqueline
- Tori
- Tazz

### Deelnemers
- Bobbie Jo Anderson
- Chris Niflor
- Christopher Nowinski
- Darryl Cross
- Greg Whitmoyer
- Jason Dayberry
- Josh Lomberger
- Maven Huffman (winnaar)
- Nidia Guenard (winnares)
- Paulina Thomas
- Shadrick McGee
- Taylor Matheny
- Victoria Tabor

## Tough Enough 2
Linda Miles en Jackie Gayda wonnen het tweede seizoen van Tough Enough. Linda werd op 12 november 2004 ontslagen, en Jackie werd op 5 juli 2005 ontslagen. Gayda trouwde later met voormalig WWE worstelaar Charlie Haas.

### Trainers
- Al Snow
- Hardcore Holly
- Chavo Guerrero
- Ivory

### Deelnemers
- Aaron Lewis
- Alicia
- Anni
- Danny
- Hawk
- Jackie (winnares)
- Jake Darren
- Jessie Ward
- Kenny Layne (worstelde later voor o.a. TNA en Ring of Honor)
- Linda Miles (winnares)
- Matt (worstelt nu in TNA en was actief in WWE)
- Peter
- Robert Savhalet

### Tough Enough III
Het derde seizoen van Tough Enough werd gewonnen door John Hennigan en Matt Cappotelli.

### Trainers
- Al Snow
- Bill DeMott
- Ivory

### Deelnemers
- Eric
- Jamie
- Jill
- John (winnaar)
- Jonah
- Nick
- Justin
- Kelly
- Lisa
- Matt (winnaar)
- Chad
- Rebekah
- Scott
- Wendel

## $1,000,000 Tough Enough (seizoen 4)
Het vierde seizoen van Tough Enough werd bij de uitzendingen van WWE SmackDown samengevoegd tussen oktober en december 2004, als reactie op Raw die de eerste jaarlijkse "RAW Diva Search" wedstrijd uitzond. De prijs was een $ 1.000.000 professioneel worstelcontract voor vier jaar. De winnaar van het vierde seizoen werd aangekondigd op 14 december 2004 en werd uitgezonden op 16 december 2004. De winnaar was Daniel Puder, een Amerikaanse professionele mixed martial artist. Puder deed mee op 30 januari 2005, als derde nieuwkomer in de Royal Rumble match. Kort daarna ging hij worstelen in OVW maar werd later alsnog ontslagen van zijn WWE contract.

## Terugkerende series

### Seizoen 5
Op 18 oktober 2010, kondigde de televisiewebsite Deadline.com aan dat USA Network hun realitysoaps wilde uitbreiden met als resultaat dat Tough Enough terugkeerde. De eerste aflevering werd uitgezonden worden op 4 april 2011, een dag na WrestleMania XXVII. De afleveringen van het programma zullen tijdens het slot van WWE Raw worden uitgezonden.
Dit seizoen werd gepresenteerd door Stone Cold Steve Austin die bijgestaan worden door drie trainers: Booker T, Trish Stratus en Bill DeMott. Miss USA Rima Fakih is bevestigd als een van de deelnemers.

#### Deelnemers
- Martin Casaus
- Matt Capiccioni
- Christina Crawford
- Michelle Deighton
- Rima Fakih
- Andy Leavine
- Eric Watts
- Mickael Zaki
- Ariane Andrew
- Ryan Howe
- A.J. Kirsch
- Jeremiah Riggs
- Luke Robinson
- Ivelisse Velez

#### Afleveringen
| Aflevering | Titel                                    | Originele uitzenddatum | Gast                                     | Geëlimineerd            |
| ---------- | ---------------------------------------- | ---------------------- | ---------------------------------------- | ----------------------- |
| 1          | "Get Your Teeth Out of My Ring"          | 4 april 2011           |                                          | Ariane                  |
| 2          | "Five for Flinching"                     | 11 april 2011          | John Cena                                | Matt                    |
| 3          | "Bad Day. Real Bad Day"                  | 18 april 2011          | Big Show                                 | Mickael & Michelle1     |
| 4          | "110 Pound Elephant in the Room"         | 25 april 2011          | Bret Hart                                | Rima                    |
| 5          | "Don't mistake Kindness for Weakness"    | 2 mei 2011             | Rey Mysterio & John Salley               | Ryan                    |
| 6          | "Its Getting Down To Nut Cuttin Time"    | 9 mei 2011             | John Morrison                            | Eric & Ivelisse         |
| 7          | "Running with Wolves"                    | 16 mei 2011            | The Bella Twins, Kelly Kelly, Eve Torres | Martin2                 |
| 8          | "I've Been Bamboozled and Flabbergasted" | 23 mei 2011            | The Rock & James Roday                   | Christina3 en A.J.      |
| 9          | "Now We Face the Rattlesnake"            | 30 mei 2011            | The Miz                                  | Jeremiah                |
| 10         | "May The Best Man Win"                   | 6 juni 2011            | Roddy Piper                              | Luke Andy is de winnaar |

1Michelle werd niet geëlimineerd. Ze verliet de serie tijdens de aflevering.

2Martin liep tijdens de competitie een zware enkelblessure op en verliet vervolgens de serie.

3Christina liep tijdens de competitie een lichte enkelblessure en werd naar huis gestuurd door Austin.